# دوی سارتیکا
رادن دِوِی سارتیکا (انگلیسی: Dewi Sartika؛ ۴ دسامبر ۱۸۸۴–۱۱ سپتامبر ۱۹۴۷) یکی از چهره‌های پیشرو و پیشگام برای آموزش زنان در اندونزی بود. او رهبری مبارزات برای آموزش زنان در اندونزی را در اواخر دهه ۱۸۹۰ و اوایل دهه ۱۹۰۰ به عهده داشت.
دوی سارتیکا در ۱۸ سالگی آموزش به زنان را در یک اتاق کوچکِ پشت یک خانه آغاز کرد. دو سال بعد او اولین مدرسه برای زنان در هند شرقی هلند را تأسیس کرد و در طول ده سال بعد، آن را به ده مدرسه گسترش داد.
در سال ۱۹۶۶ او به‌طور رسمی به عنوان یک قهرمان ملی توسط دولت اندونزی معرفی شد.

## زندگی‌نامه
دوی سارتیکا متولد ۴ دسامبر ۱۸۸۴ از والدین نجیب در سیسالینگا هند شرقی هلند، متولد شد. پس از مرگ پدرش، با عمویش زندگی کرد. او در حالی که تحت مراقبت عمویش تحصیلات فرهنگی سنتانی را دریافت کرد، فرهنگ غربی را نیز از همسر یک دستیار مأمور فراگرفت. در سال ۱۸۹۹، او به باندونگ منتقل شد.
در ۱۶ ژانویه ۱۹۰۴، او اولین مدرسه را در هند شرقی هلند تأسیس کرد. در سال ۱۹۱۲، ۹ شهرداری دارای مدرسه شدند و در سال ۱۹۲۰، تمام شهرها و مناطق دارای مدرسه بودند.

## درگذشت
او در ۱۱ سپتامبر ۱۹۴۷ در تاسیک‌مالایا، جاوه غربی درگذشت.

## افتخارات
- نام دوی سارتیکا روی خیابانی که مدرسه ساخته شده او بود، گذاشته شد.
- او جایزه Orrange-Nassau را در ۳۵ سالگی دریافت کرد.
- در ۱ دسامبر سال ۱۹۶۶، او به عنوان قهرمان ملی توسط دولت اندونزی معرفی شد.

## بزرگداشت
در ۴ دسامبر ۲۰۱۶ مصادف با ۱۳۲مین سالروز تولد دوی سارتیکا و به افتخار او و در بزرگداشت پیشگامی او در آموزش، موتور جستجوی گوگل، گوگل دودل صفحه اصلی خود را در اندونزی تغییر داد.

## کتاب‌ها
- Agustina, Fenita (2009). 100 Great Women: Suara Perempuan yang Menginspirasi Dunia [100 Great Women: Women's Voices that Inspired the World] (به اندونزیایی). Yogyakarta: Jogja Bangkit Publisher. ISBN 978-602-8620-28-4.
- Aning S., Floriberta (2005). 100 Tokoh yang Mengubah Indonesia: Biografi Singkat Seratus Tokoh Paling Berpengaruh dalam Sejarah Indonesia di Abad 20 [100 People Who Changed Indonesia: Brief Biographies of 100 Most Influential People in Indonesia History in the 20th Century] (به اندونزیایی). Yogyakarta: Narasi. ISBN 978-979-756-475-9.
- Sudarmanto, J.B. (2007). Jejak-Jejak Pahlawan: Perekat Kesatuan Bangsa Indonesia (به اندونزیایی). Jakarta: Grasindo. ISBN 978-979-759-716-0.